# Gedenkteken Franse vluchtelingen
Het gedenkteken Franse vluchtelingen (1926) is een nationaal monument in de Nederlandse stad Maastricht.

## Achtergrond
Tijdens de Eerste Wereldoorlog, vooral in het voorjaar van 1918, vluchtten zo'n 5000 Fransen naar Nederland. Meer dan 450 Fransen zijn daar in die tijd overleden, waarvan 60 in Maastricht. In 1925 werd een comité opgericht met het doel "de herinnering aan de tijdens de Eerste Wereldoorlog in Nederland gestorven Franse vluchtelingen levendig te houden". Huib Luns, directeur van de Rijksnormaalschool voor Tekenonderwijs in Amsterdam, kreeg van het comité de opdracht een monument te ontwerpen. Zijn ontwerp toont een vrouwenfiguur, symbool voor Nederland, die tulpen legt op een met een vlag bedekte kist. De Bossche firma N. Glaudemans en Zn. was verantwoordelijk voor de uitvoering van de sarcofaag en inscripties. Beeldhouwer Charles Vos kapte de vrouw.

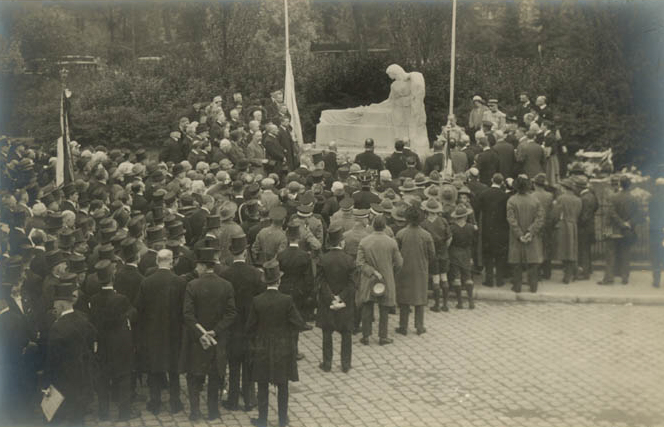
De onthulling van het monument in 1926

Het gedenkteeken Fransche vluchtelingen werd geplaatst in Maastricht, in een plantsoen aan de Nieuwenhofstraat bij de brug over de Jeker. Het plantsoen is aangelegd aan de oostzijde van de Nieuwenhofwal, een vrij gaaf gedeelte van de tweede middeleeuwse stadsmuur van Maastricht. Het nationaal monument werd op 23 mei 1926 onthuld door mr. P.J. van Wijngaarden, voorzitter van het comité, in aanwezigheid van onder anderen prins Hendrik, commissaris van de koningin baron Van Hövell tot Westerflier en de ministers Waszink en Lambooij. Burgemeester Leopold van Oppen aanvaardde namens de stad het monument. De plechtigheid werd opgeluisterd door de Mastreechter Staar, die onder andere het Wilhelmus en de Marseillaise zong. Luns werd door de Fransen voor zijn werk benoemd tot ridder van het legioen van Eer.

## Beschrijving
Het monument is gekapt uit vier blokken Franse zandsteen. De lengte bedraagt circa 290 cm en de hoogte 240 cm. Het monument toont een doodskist bedekt door een vlag, rustend op een sokkel. Aan de voorzijde staan de woorden "ILS S'ENDORMAIENT EN PARLANT DU RETOUR AU PAYS". Aan het hoofdeinde van de sarcofaag staat een vrouw in gedrapeerd gewaad, die met haar rechterhand tulpen op de sarcofaag legt.
Een opschrift op het voeteneind luidt:

OP 23 MEI 1926 WERD DIT GEDENKTEEKEN ONTHULD TER NAGEDACHTENIS VAN 454 FRANSCHE BURGERS DIE ALS SLACHTOFFERS VAN DEN WREEDEN KRIJG HET LEVEN LIETEN IN HET HERBERGZAME NEDERLAND

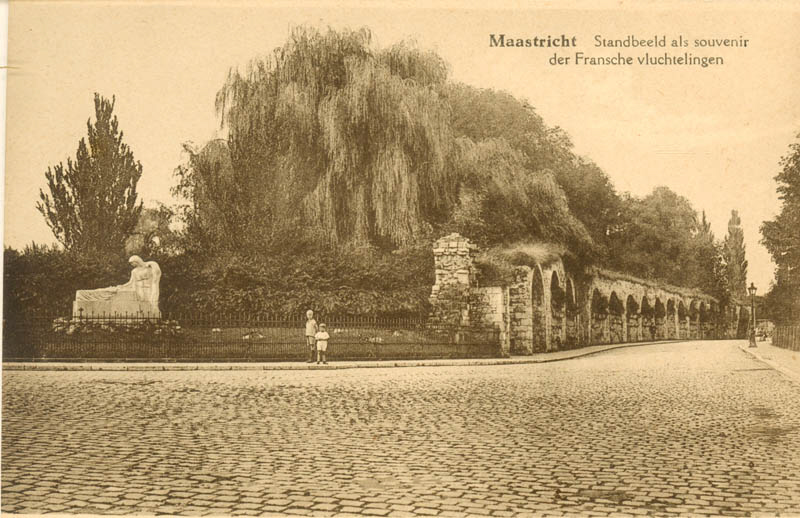
Prentbriefkaart uit ca. 1930
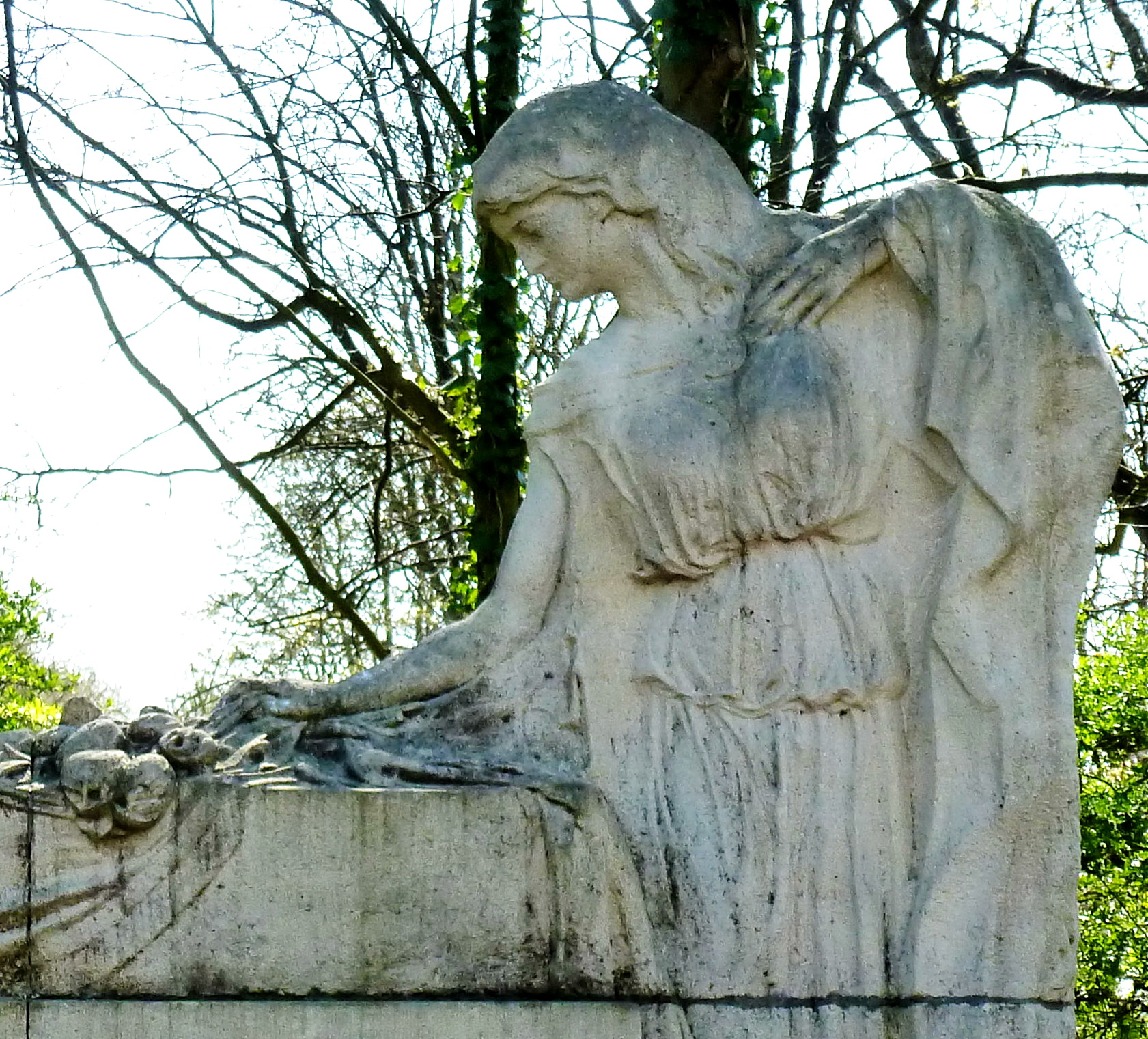
Detail vrouwenfiguur
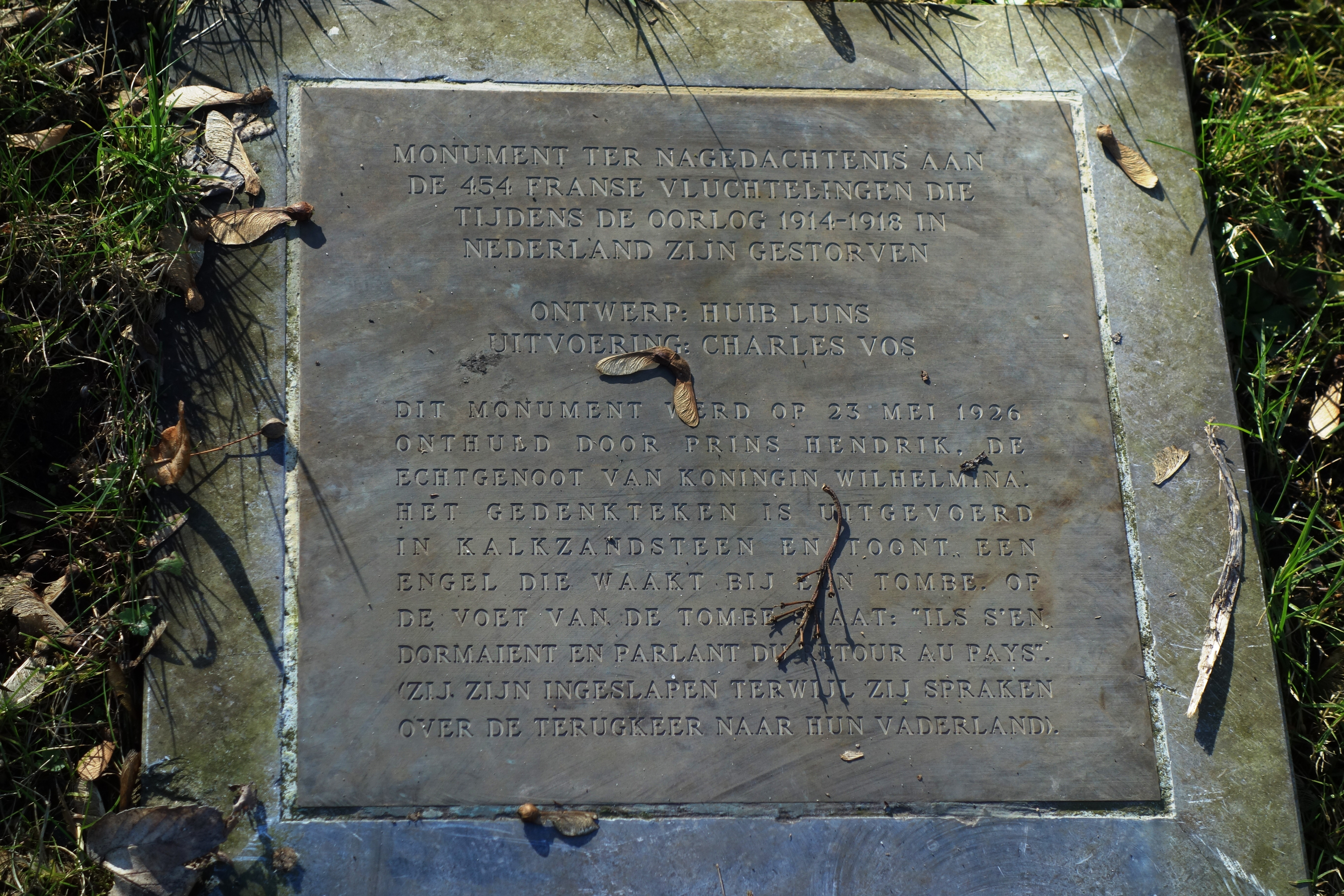
Steen met tekst

## Waardering
Het monument werd in 1997 als rijksmonument in het Monumentenregister opgenomen, vanwege de "cultuurhistorische waarde als bijzondere uitdrukking van een culturele, historische en typologische ontwikkeling. De betrokkenheid van de beeldhouwer Huib Luns en de esthetische kwaliteiten van zijn werk geven het gedenkteken een grote architectuurhistorische waarde. Het beeld is prominent geplaatst op de overgang van historische binnenstad naar het 19e-eeuwse stadspark en als zodanig van bijzondere betekenis voor het aanzien voor de stad. Het gedenkteken verkeert in gave toestand en is van belang in relatie tot de visuele gaafheid van de omgeving en heeft typologische zeldzaamheidswaarde."